# Oper am Gänsemarkt

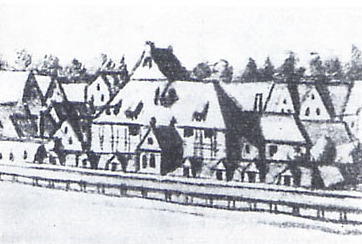
Oper am Gänsemarkt en 1726.

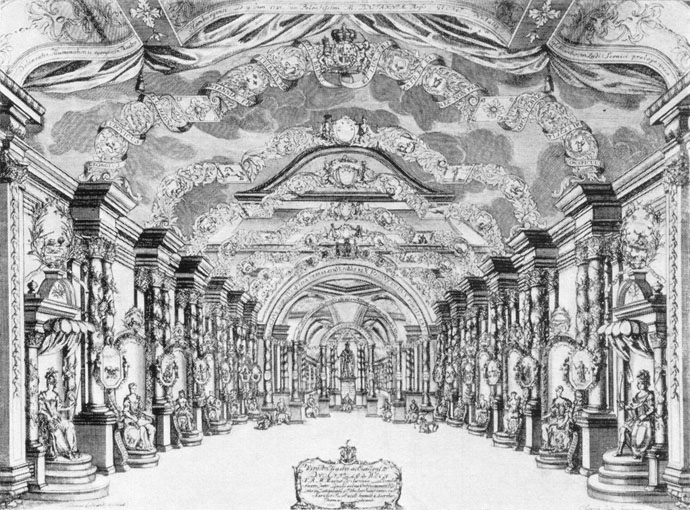
Oper am Gänsemarkt.

El Oper am Gänsemarkt o Theater am Gänsemarkt (lit. «Ópera/Teatro en el Mercado de los Gansos») fue un teatro de ópera de Hamburgo, Alemania, construido en 1678 y diseñado por Girolamo Sartorio. No fue una ópera de la corte, como en muchas otras ciudades. Todo el mundo podría comprar una entrada, como en Venecia. Muchas de las obras allí representadas en alemán o libretos traducidos del italiano. 
El edificio fue derribado en 1756, pero reconstruido en 1765.

## Historia
Hamburgo era una ciudad rica y gravemente afectada por la Guerra de los Treinta Años.
El fundación de la ópera de Hamburgo fue una iniciativa del abogado y concejal Gerhard Schott, quién quedó impresionado por las óperas italianas de Johann Adam Reincken, un organista de la iglesia local. Johann Theile, maestro de capilla de Cristián Alberto de Holstein-Gottorp (quién vivió durante los años 1675-1679 y 1684-1689 exiliado en la ciudad), organizó su primer representación. 
Para la construcción del escenario, la empresa privada contrató al ingeniero y arquitecto italiano Girolamo Sartorio. Hubo protestas y acusaciones de algunos ministros de Hamburgo mantenidas durante años antes y después de su apertura y es conocido como el primer Hamburger Theaterstreit.
La inauguración del teatro tuvo lugar el 2 de enero de 1678 con la ópera sacra de Johann Theile Adam und Eva, obras exitosas de Nicolò Minato y Antonio Sartorio, Johann Wolfgang Franck con Cara Mustapha (1686), Agostino Steffani, Carlo Pallavicino y Johann Sigismund Kusser (1793). Debido a un disputa con la administración, Kusser organizó una ópera en el refectorio de la catedral. 
En 1695, Reinhard Keiser asumió el puesto de maestro de capilla hasta 1718. De 1703 a 1707, también asumió su dirección. En 1703, Georg Friedrich Händel llegó desde Halle a Hamburgo como clavecinista y violinista, y tuvo lugar un duelo famoso entre Händel y Johann Mattheson, durante y después de la representación de Cleopatra. Uno de los músicos era Christoph Graupner. En 1705, Händel conoció a Juan Gastón de Médici, quién le invitó a Pratolino.
Agostino Steffani, Johann Mattheson, Georg Friedrich Händel, Nicolaus Adam Strungk, Johann Philipp Förtsch, Georg Bronner, Johann Philipp Krieger, Georg Caspar Schürmann y Johann Georg Conradi compusieron Singspiele u ópera barroca para la ópera de Hamburgo. Hubo representaciones cada dos o tres días por semana, y alrededor de 90 representaciones anuales. La temporada de ópera empezaba en invierno; en verano y en vacaciones religiosas, el teatro permanecía cerrado. Debido a los grandes cambios en la escenografía, cada representación duraba entre cuatro a seis horas y empezaban por la tarde.
En 1722, Georg Philipp Telemann asumió la gestión del teatro, puesto en el que se mantuvo hasta finales de 1738. En 1727, se representó la primera ópera alemana Dafne (perdida) de Heinrich Schütz. De 1743 hasta 1750, el edificio fue utilizado por Angelo Mingotti, representando óperas italianas de Johann Adolph Hasse y Giovanni Battista Pergolesi. Christoph Willibald Gluck representó sus obras en 1748 y dos años después, en 1750, vendieron el edificio.